# Giuseppe Fede
Contele Giuseppe Fede (n.  ?, Pistoia, Toscana, Italia – d. 1777) a fost un nobil italian, colecționar și arheolog al secolului al XVIII-lea. Încă din anul 1724 a început să cumpere parcele de teren din jurul vilei lui Hadrian de la Tivoli (care fusese împărțit între o mulțime de proprietari) și să-l escaveze arheologic. Ca și tatăl său, a fost un colecționar care a păstrat unele dintre sculpturile pe care le-a găsit pentru el, ulterior punându-le la dispoziția pieței de antichității.
A avut cel puțin patru din sculpturile pe care le-a găsit și care au fost restaurate de Bartolomeo Cavaceppi înainte de anul 1768. Cavaceppi, și el colecționar, a avut sculpturi găsite de Fede în Raccolta.